# Дарджилинг (чай)
Дарджи́линг (англ. Darjeeling tea, бенг. দার্জিলিং চা, хинди दार्जीलिंग चाय) — чай, выращенный в окрестностях одноименного города в северной горной части Индии в Гималаях, собранный и изготовленный с соблюдением определённых условий. Плантации находятся на высоте 750—2000 метров над уровнем моря, где занимают площадь около 17 500 га.

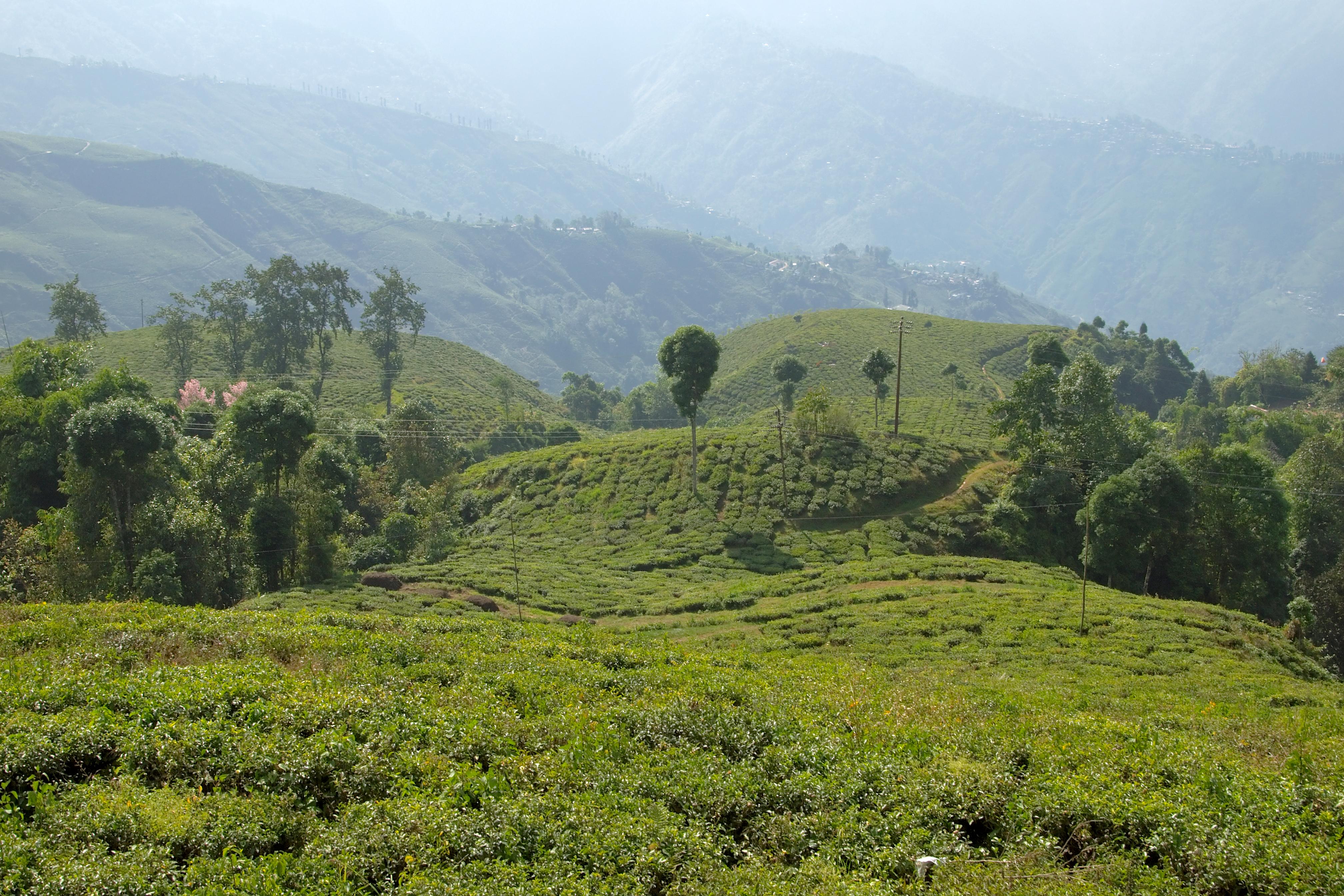
Чайные плантации дарджилинга

Дарджилинг иногда называют «чайным шампанским». Он традиционно ценится выше прочих чёрных чаёв, особенно в Великобритании и бывших британских колониях.
При правильном его заваривании получается светлый напиток с утончённым мускатным, слегка терпким вкусом и цветочным ароматом. Такие свойства обеспечиваются особыми условиями произрастания чая: холодным и влажным климатом, высокогорным расположением плантаций и особенностями почвы.

## Выращивание и производство

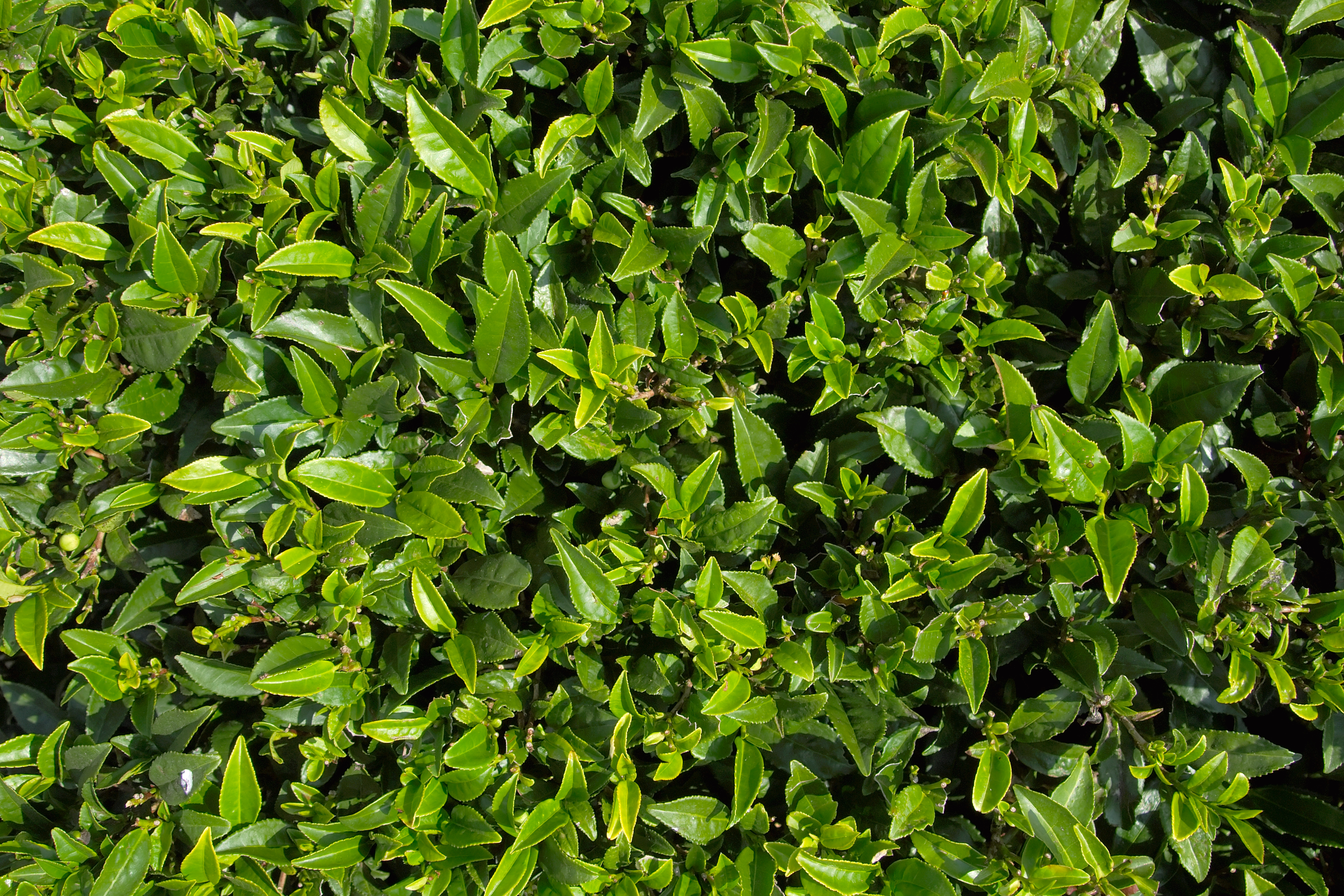
Чайные кусты дарджилинга

Чай дарджилинг выращивается на территории округа Дарджилинг, расположенного в северной части индийского штата Западная Бенгалия. Всего на территории округа расположено 144 чайных хозяйства (англ. tea gardens, бенг. চা বাগান, хинди चाय बागान), однако официальную сертификацию от Чайного управления Индии имеют только 87 из них. Лишь сертифицированные чайные хозяйства имеют право продавать свою продукцию под маркой «дарджилинг».
| Год  | Произ- ведено (тонн) | Площадь (га) | Урожай- ность (кг/га) | Занятых ежедневно (чел.) |
| ---- | -------------------- | ------------ | --------------------- | ------------------------ |
| 2001 | 9841                 | 17453        | 564                   | —                        |
| 2002 | 9180                 | 17463        | 526                   | 52671                    |
| 2003 | 9582                 | 17580        | 545                   | 52547                    |
| 2004 | 10065                | 17522        | 574                   | 53363                    |
| 2005 | 11312                | 17539        | 645                   | 53412                    |
| 2006 | 10854                | 17542        | 619                   | 53492                    |

Общее производство чая дарджилинг составило в 2006 году 10,9 тыс. тонн. Число ежедневно занятых на производстве составляет около 52 тыс. человек, а за весь сезон сбора оно доходит до 150 тыс.
В 2023 году мировой рынок чая дарджилинг оценивался примерно в 68 миллиардов долларов, а к 2031 году ожидается, что его объем достигнет 104-118 миллиардов долларов, что отражает значительные среднегодовые темпы роста (CAGR) в течение этого периода.  
В отличие от других сортов чёрного чая, дарджилинг подвергается ферментации не полностью (~90 %), и по этому признаку он приближается к улунам. Для дарджилинга обычно используется китайская разновидность чайного куста (Camellia sinensis var. sinensis), в то время как для большинства других сортов индийского чая и для цейлонского чая используется растение ассамской разновидности (Camellia sinensis var. assamica).
Кроме чёрного чая, на территории округа Дарджилинг в небольших количествах также производятся зелёный, белый чай и улун.

### Этапы производства
Сбор
Сбор чая осуществляется вручную. При этом берутся верхушки молодых побегов с двумя листами и почкой. Такие верхушки называются флеши. Для производства одного килограмма чая требуется приблизительно 22 000 таких флешей, каждая из которых собирается вручную.
Завяливание
Завяливание — предварительное подсушивание, при котором лист теряет часть влаги и размягчается. Для завяливания листья равномерно распределяют в ёмкостях, через которые пропускают горячий и холодный воздух. Процесс длится 14—16 часов.
Скручивание
Завяленные листья загружаются в механические роллеры, где они скручиваются. При этом на поверхность листа выделяется часть сока.
Ферментация
Проводится в прохладных и влажных помещениях, где сырьё распределяется тонкими слоями. В ходе ферментации сок, выделившийся во время скручивания, окисляется на воздухе. Процесс длится от двух до четырёх часов.
Сушка
После ферментации лист сушат в сушильных машинах. Сушка длится 20—30 минут. Это последняя стадия обработки листа.
Сортировка и фасовка
После окончания обработки чай сортируют и фасуют. Более половины продукции продаётся затем на чайном аукционе в Калькутте.

## Сезоны сбора

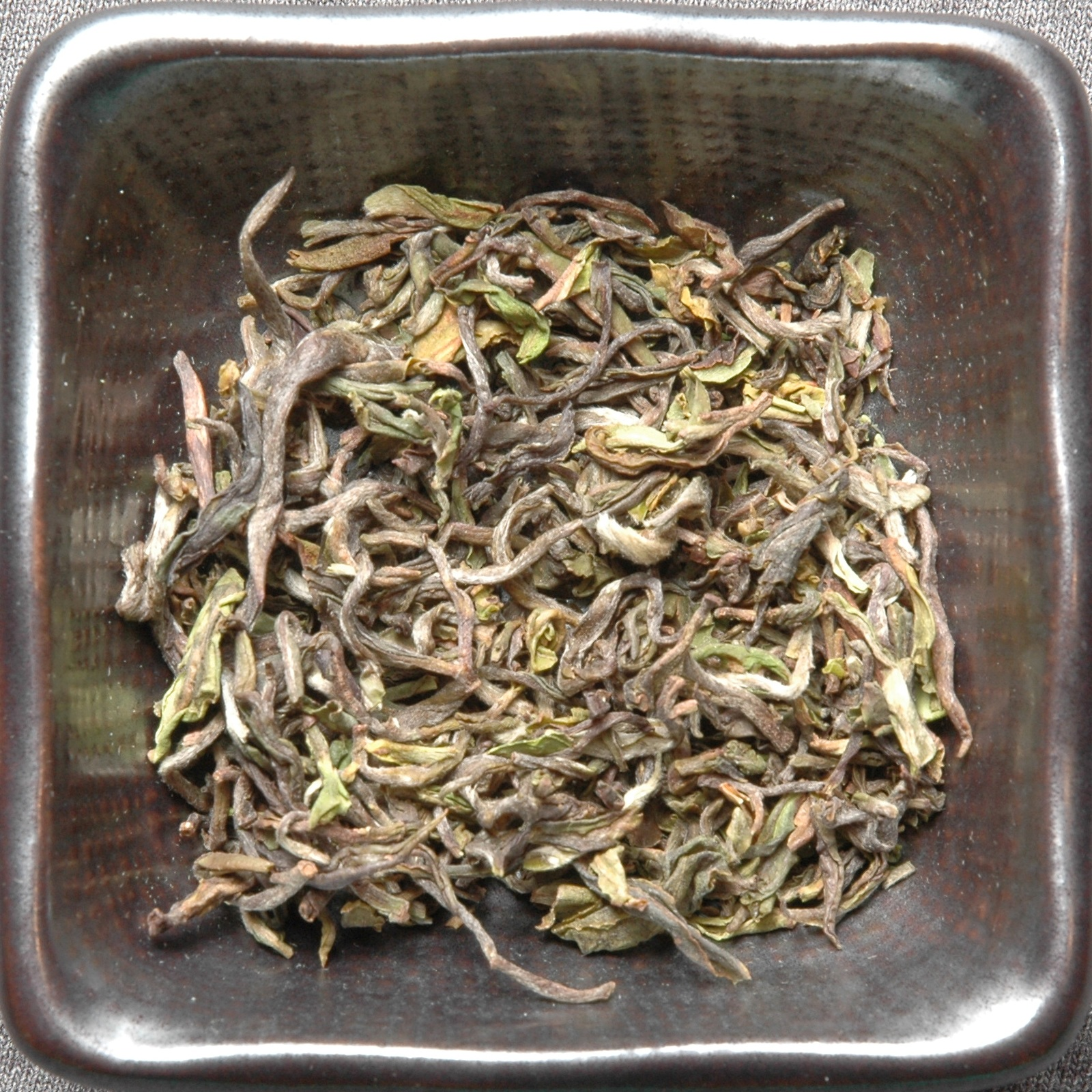
Дарджилинг первого сбора. Хорошо виден светлый цвет сухого листа.

- Первый сбор (англ. first flush) собирается в марте-апреле, после весенних дождей. Имеет легкий, мягкий вкус и свежий аромат. Цвет настоя наиболее светлый. Чай этого сбора ценится больше всего и является наиболее редким и дорогим. Срок хранения чая Дарджилинг первого сбора намного ниже, чем у второго сбора, поскольку он быстро теряет свои качества.
- Второй сбор (англ. second flush) собирается в мае-июне. Цвет настоя янтарный. Вкус более вязкий.
- Дождевой сбор (англ. summer flush или rain flush) собирается в июле-сентябре, во время сезона дождей. Цвет настоя наиболее темный. Вкус более сильный, но менее изысканный. Чай этого сбора, как правило, ценится ниже остальных.
- Осенний сбор (англ. autumnals) собирается после сезона дождей, в октябре-ноябре. Обладает менее изысканным, чем первый и второй сборы, вкусом и ароматом и медным цветом настоя.

Иногда также выделяют промежуточные варианты in-betweens, которые собирается между этими основными сезонами. В период с декабря по февраль урожай не собирается.

## Хранение
Как и любой чай, дарджилинг очень чувствителен к условиям хранения. Его лучше всего хранить подальше от сильных запахов, влаги и солнечных лучей, в вакуумных упаковках либо керамических или стеклянных банках с крышками. Оптимальная температура хранения — +17…+19 °C
Срок хранения большинства дарджилингов — не более 2-х лет. Со временем чай теряет присущий ему тонкий аромат. Поэтому свежесть — один из главных показателей качества чая. Качественный дарджилинг обязательно должен иметь в маркировке год урожая и сезон — период сборки. Определённые сорта дарджилингов могут храниться 5 и больше лет, при этом вкус и аромат улучшаются. Такие чаи могут иметь маркировку Vintage, «выдержанный».

## Заварка
Любители чая рекомендуют использовать воду температурой 90—95 °C и однократное настаивание в течение 3—4 минут, в то время как для первого сбора, так и для других ранних весенних чаев, таких как Цзинь Цзюнь Мэй, используется вода чуть более низкой температуры — 85—90 °C, а время настаивания составляет 2—3 минуты. На каждые 150 миллилитров (⅔ стакана) воды добавляется 2—3 грамма (одна столовая ложка) рассыпного листового чая. Поскольку в Дарджилингах мало солода и горечи, он ценится за тонкие цветочные и фруктовые ароматы, молоко и подсластители обычно не добавляют. Высокое содержание танина позволяет использовать его в паре с богатыми углеводами продуктами, такими как выпечка и макаронные изделия.

## Состав
| Теафлавин | Теафлавин-3-галлат | теафлавин-3'-галлат | теафлавин-3-3'-дигаллат | Всего     |
| --------- | ------------------ | ------------------- | ----------------------- | --------- |
| 0.10-0.15 | 0.06-0.13          | 0.04-0.08           | 0.07-0.26               | 0.28-0.56 |

## Категории чая дарджилинг
Чай дарджилинг, как и все прочие чайные сорта, подразделяется по  категориям чайного листа на следующие категории:
- цельнолистовой чай (англ. full leaf);
- ломаный чай (англ. broken leaf);
- высевки (англ. fannings);
- пыль (англ. dust).

Внутри каждой категории — в зависимости от качества чайного листа - различаются подкатегории.
Так, цельнолистовой чай дарджилинг подразделяется на следующие подкатегории (качество — по нисходящей, при этом и нижние подкатегории представляют собой чай очень хорошего уровня):
- SFTGFOP (Special Finest Tippy Golden Flowery Orange Pekoe) — самый лучший и редкий чай;

- FTGFOP (Finest Tippy Golden Flowery Orange Pekoe) — чай TGFOP исключительно высокого качества;

- TGFOP (Tippy Golden Flowery Orange Pekoe) — чай FOP с повышенным количеством «золотистых типсов»;

- GFOP (Golden Flowery Orange Pekoe) —  чай FOP с «золотистыми типсами» (кончики особых «золотистых» листков почки);

- FOP (Flowery Orange Pekoe) — чай из молодых листочков с добавлением небольшого количества «типсов» (нераспустившихся почек).